# Charles Browne (Politiker)
Charles Browne (* 28. September 1875 in Philadelphia, Pennsylvania; † 17. August 1947 in Princeton, New Jersey) war ein US-amerikanischer Politiker. Zwischen 1923 und 1925 vertrat er den Bundesstaat New Jersey im US-Repräsentantenhaus.

## Werdegang
Charles Browne besuchte private Schulen in seiner Heimat und studierte danach bis 1896 an der Princeton University. Nach einem anschließenden Medizinstudium an der University of Pennsylvania und seiner im Jahr 1900 erfolgten Zulassung als Arzt begann er in diesem Beruf zu arbeiten. Zwischen 1902 und 1903 ergänzte er seine Ausbildung mit einem Studium an der Friedrich-Wilhelms-Universität in Berlin. Von 1912 bis 1914 war er in Princeton mit der Armenfürsorge betraut. Gleichzeitig begann er als Mitglied der Demokratischen Partei eine politische Laufbahn. Von 1914 bis 1923 war er Bürgermeister von Princeton. Diese Tätigkeit ruhte zwischen 1917 und 1919, als er während des Ersten Weltkrieges als Oberleutnant bzw. Hauptmann im medizinischen Dienst der United States Army diente.
Bei den Kongresswahlen des Jahres 1922 wurde Browne im vierten Wahlbezirk von New Jersey in das US-Repräsentantenhaus in Washington, D.C. gewählt, wo er am 4. März 1923 die Nachfolge des Republikaners Elijah C. Hutchinson antrat. Da er im Jahr 1924 gegen Charles Aubrey Eaton verlor, konnte er bis zum 3. März 1925 nur eine Legislaturperiode im Kongress absolvieren. Zwischen 1925 und 1931 war Browne Mitglied der Versorgungskommission des Staates New Jersey. In den Jahren 1937 bis 1939 sowie nochmals von 1941 bis 1942 saß er als Abgeordneter in der New Jersey General Assembly. Außerdem war er Berater der politischen Fakultät der Princeton University. Charles Browne starb am 17. August 1947 in Princeton, wo er auch beigesetzt wurde.